# Elmo Red
Elmo Red var ett indierockband från Stockholm, aktiva 2003–2008. Bandet blev främst uppmärksammat genom duetten med Arne Weise i låten Don't Fall Down on Me. Videon till "Summer's All Gone" spelades också en del på ZTV.
Sångare och låtskrivare Jimi Sebastian har senare haft mer framgångar med bandet St. Jimi Sebastian Cricket Club.

## Medlemmar
- Jimi Sebastian - Sång, gitarr
- Daniel Tankred - Gitarr, bas, trummor
- Gustav Baconcini - Gitarr
- Anton Hermansson - Trummor, piano
- Nino Mengarelli - Bas
- Ola Håkansson - Bas
- Christian Cederlöf - Gitarr, kör

## Diskografi
- Bloody Nights, Tender Death (2004) [Diapazam Musik]
- The End (2007) [Diapazam Musik]